# 초절기교 연습곡
《초절기교 연습곡》(超絶技巧 練習曲, 프랑스어: Études d'exécution transcendante)은 헝가리 출신의 작곡가 프란츠 리스트가 작곡한 12개의 피아노 연습곡이다. 제목처럼 피아노 테크닉과 기교의 절정을 이루는 매우 어려운 연습곡집이다. 초절기교 연습곡의 초고는 리스트가 15세이던 1826년에 만들어졌으며, 이후 수정해서 첫 번째 개정판인 《12개의 대연습곡》 (S.137)이라는 이름으로 1837년에 출판되었다. 리스트는 1851년에 12개의 대연습곡 작품의 지나친 난도를 낮추고 음악성을 높여 또 다시 개정한 초절기교 연습곡을 만들었으며, 이 결정본은 1852년 브라이코프 운트 하르텔 출판사에서 출판하면서 현재의 이름으로 자리잡았다. 첫번째와 마찬가지로 이것도 카를 체르니에게 헌정되었다.

## 초절기교 연습곡
- 연습곡 1번은 흔히 "전주곡"으로 불리고, 12개의 연습곡 중 연주 시간이 가장 짧다. 포르테와 같은 큰 음들의 비중이 크다.
- 연습곡 3번은 "풍경"으로, 오른손이 주 멜로디를 담당한다. 왼손의 테크닉을 중점으로 한다.
- 연습곡 4번은 "마제파"로, 빅토르 위고의 시 "마제파"를 바탕으로 만들어진 곡이다. 템포가 빠름과 동시에, 2424연타가 연속으로 나온다.
- 연습곡 5번은 "도깨비불"로, 템포가 굉장히 빠르다. 4번과 5번의 트릴을 통한 근육 단련을 목표로 하고, 왼손의 2~3 옥타브 도약으로, 초절기교 연습곡집에 수록된 곡들 중 가장 어려운 곡 중 하나이다. 전공자들과 피아니스트들도 연주하기 힘들어하는 곡들 중 하나이다.
- 연습곡 8번은 "사냥"으로, 빠른 속도 속에서 화음을 집어내면서 엄청난 도약을 해야 하는 난이도가 있는 기교를 요구한다. 속도가 빠른 편이라, 이곡을 완주하는 데 조금 오래 걸리고, 화음들을 무진장 쳐내야 하기 때문에 팔목이 약하면 금세 아파올 수도 있다.
- 연습곡 10번은 "열정"으로, 종합적 기교를 요구한다. 양손 교차 페시지부터, 아르페지오와 옥타브까지, 갖가지 어려운 기술들을 넣은 곡이다. 한 피아니스트가 이 곡을 연주하다 피아노 줄을 끊어버렸다는 일화도 있다(베레좁스키).
- 연습곡 12번은 "눈보라", 혹은 "눈 치우기"로 불리는 곡으로, 처음부터 끝까지 트릴과, 화음 트릴, 반음계, 도약, 아르페지오 등이 나오면서, 매우 난해한 기교를 요구한다.

## 구성
| 번호 | 제목        | 빠르기                 | 조성        |
| ---- | ----------- | ---------------------- | ----------- |
| 1    | 전주곡      | 프레스토               | 다장조      |
| 2    | (제목 없음) | 몰토 비바체            | 가단조      |
| 3    | 풍경        | 포코 아다지오          | 바장조      |
| 4    | 마제파      | 알레그로               | 라단조      |
| 5    | 도깨비불    | 알레그레토             | 내림 나장조 |
| 6    | 환영(幻影)  | 렌토                   | 사단조      |
| 7    | 에로이카    | 알레그로               | 내림 마장조 |
| 8    | 사냥        | 프레스토 푸리오소      | 다단조      |
| 9    | 회상        | 안단티노               | 내림가장조  |
| 10   | (제목 없음) | 알레그로 아지타토 몰토 | 바단조      |
| 11   | 밤의 가락   | 안단티노               | 내림라장조  |
| 12   | 눈보라      | 안단테 콘 모토         | 내림나단조  |

## 참고 자료
- 네이버 지식백과 클래식 명곡 명연주 - 리스트, 12개의 초절 기교 연습곡
- 다음 백과사전 클래식 백과 - 초절기교 연습곡
- 작품 부제목 번역: 《리스트 초절 기교 연습곡》(음악세계, 2009)

## 같이 보기
- 프란츠 리스트